# Bitva u Filipp
Bitva u Filipp (Filippoi) se odehrála 3. října (sebevražda Cassia) a 23. října (sebevražda Bruta) 42 př. n. l. v římské provincii Makedonii. Po krátkých manévrech se armáda triumvirů střetla s armádou tzv. liberátorů (zastánců republiky) poblíž Filipp, kde je triumvirové Marcus Antonius a Octavianus na hlavu porazili. Bitva se odehrála v roce 42 př. n. l. ve dvou střetnutích. Republikáni Longinus a Brutus spáchali po prohrané bitvě sebevraždu. V následujících letech ztratil třetí triumvir Lepidus svůj politický vliv, Octavianus posiloval svůj vliv v hlavním městě Římě a Antonius na východě říše.

## Předchozí události

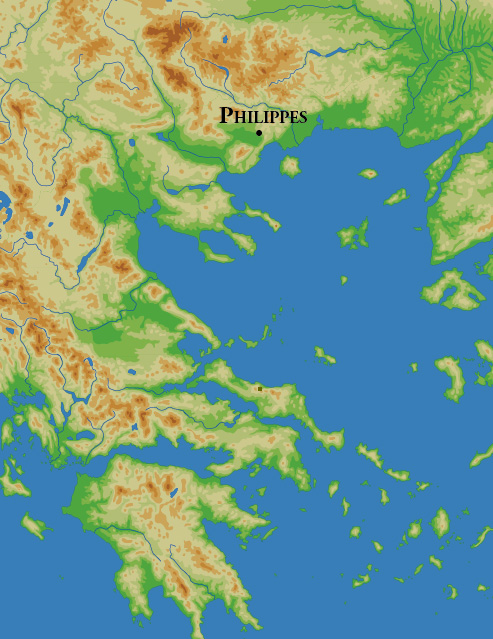
Umístění bitvy

Po vraždě Caesara byli jeho vrazi Gaius Cassius Longinus a Marcus Junius Brutus nuceni opustit město Řím a stáhnout se z Itálie. Stoupenci Caesara se v Římě vypořádali s odpůrci v senátu a vyhlásili druhý triumvirát, zatímco uprchlí republikánští vůdci ovládli nakrátko východní římské provincie. Tam se nyní zaměřovala také pozornost triumvirů Antonia a Octaviana kvůli obnovení jednoty říše, zatímco třetí z triumvirů Lepidus měl dohlížet nad Itálií. Triumvirové shromáždili elitní armádu o síle 28 legií a vyrazili přes Jadran do severního Řecka, aby tu pronásledovali Caesarovy vrahy. Poté bylo spojení s Itálií zkomplikováno zásahem republikánského admirála Gnaea Domitia Ahenobarba s početnou flotilou 130 lodí. V zájmu republikánů nebylo pouštět se s triumviry do větší rozhodné bitvy, ale spíše zaujmout výhodné obranné postavení a využít námořní převahu k jejich odříznutí od zásobování z Itálie. Od uprchnutí Caesarových vrahů z Itálie uběhlo několik měsíců a jejich vojska v Řecku tento čas využila k drancováním tamních měst, aby ještě znásobila své síly. Poté se v Thrákii spojila s římskými legiemi z východních provincií podporovanými oddíly východních spojenců.

## Před bitvou (strany konfliktu)

### Republikáni nazývající se „liberátoři“
Strana republikánů disponovala 80 000 muži pěšího vojska a 20 000 jezdci, k tomuto počtu je nutno připočíst 20 000 mužů pomocných jednotek. Brutus rozbil svůj tábor na pahorku na severní straně via Egnatia. Cassiův tábor ležel také na pahorku, ale na jižní straně via Egnatia.

### Triumvirové
Vojsko triumvirů disponovalo 100 000 muži pěšího vojska a 13 000 jezdci. Opevněný tábor triumvirů ležel v nížině přímo na via Egnatia. Od něj vedla palisáda s příkopem až k bažinám na jihu. Kvůli tomu, že se Octavianovi udělalo nevolno, se vedení vojska triumvirů ujal Marcus Antonius. Ten chtěl bitvu co nejdříve, neboť měl mnohem horší zásobování než republikáni, ale Brutus s Cassiem vždy boj odmítli. Oba chtěli triumviry vyhladovět. 
Marcus Antonius nutně potřeboval bitvu, takže nechal tajně vystavět cestu přes bažiny a obejít bok nepřítele. 

## Průběh bitvy

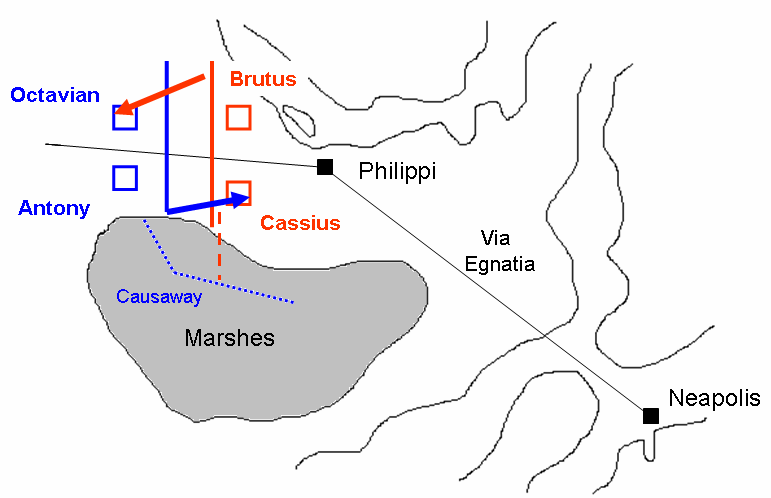
První fáze bitvy

Po deseti dnech mohl Marcus Antonius vyslat několik mužů, aby obsadili pevnůstky nepřítele. Avšak Cassius zpozoroval nepřítele a rychle postavil hradbu přes bažinu. Takto tedy zastavil plán Marka Antonia a odřízl jeho muže. Tato šarvátka vyústila v opravdovou bitvu. Marcus Antonius zaútočil svým pravým křídlem na vystavěnou hradbu a po jejím prolomení obsadil republikánský tábor. Cassius ztratil orientaci v bitvě a raději spáchal sebevraždu. Jeho vojsko se poté rozprchlo. Na druhé straně bojiště zatlačily Brutovy oddíly Octavianovy oddíly a zmocnily se tábora triumvirů.

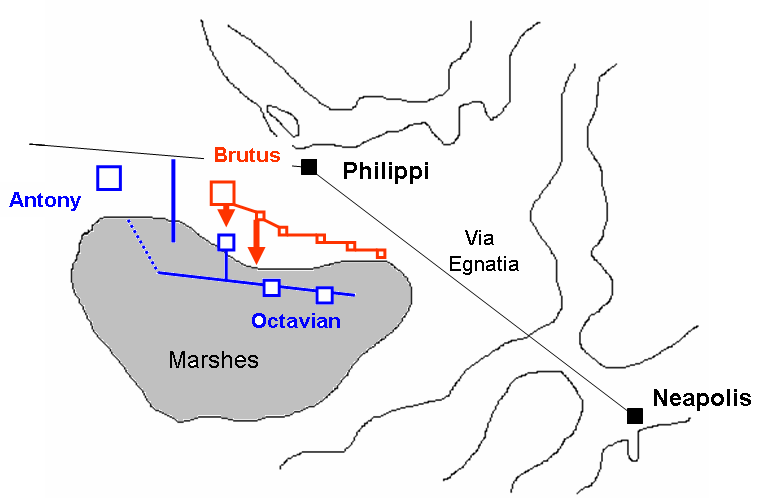
Druhá fáze bitvy

Takto se tedy otočilo bitevní pole o 90 stupňů. Po první bitvě nastal třítýdenní odpočinek. Brutus opět používal zdržující taktiku. To se ale nelíbilo jeho vojákům a důstojníkům, kteří chtěli bojovat. A tak se nechal strhnout jako Pompeius v bitvě u Farsálu a stejně dopadl. Ačkoli museli triumvirové bojovat o každý metr půdy, nepolevili a Brutova armáda byla vytlačena až do pevnosti. Tím se narušila linie a toho využili zkušení legionáři triumvirů. Po následné řeži raději Brutus spáchal sebevraždu.

## Důsledek
Caesarova smrt byla pomstěna, což byl hlavní cíl triumvirů. V následujících letech ztratil Lepidus svoji politickou moc. Octavianus posílil svou moc v Římě a Marcus Antonius na východě. Nová občanská válka byla na dohled.